# Ireland Baldwin
Ireland Eliesse Baldwin, znana również jako Ireland Basinger Baldwin (ur. 23 października 1995) – amerykańska modelka i aktorka. Baldwin zaczęła pracować w 2013 roku i pojawiła się w filmie Legendy Ringu oraz w magazynach takich jak „Grazia”. Baldwin jest również orędowniczką praw zwierząt. Współpracowała z PETA 24 lata po tym, jak zrobiła to jej matka. W 2019 roku Baldwin zaczęła zawodowo pracować jako DJ.

## Młodość
Baldwin urodziła się w Los Angeles jako córka aktorów Aleca Baldwina i Kim Basinger. Jest także bratanicą aktorów Stephena, Daniela i Williama Baldwina oraz kuzynką modelki Hailey Bieber. Ma trzy młodsze przyrodnie siostry: Carmen, Lucię i Illarię, a także czterech przyrodnich braci, Rafaela, Leonarda, Romeo i Eduardo z drugiego małżeństwa jej ojca.
W wieku 11 lat, w 2007 roku, zwróciła uwagę mediów po tym, jak ojciec zostawił jej wiadomość głosową, która została upubliczniona. Stwierdził, że była niegrzeczną, bezmyślną małą świnią.

## Kariera
Baldwin podpisała kontrakt z IMG Models w marcu 2013 roku. W kwietniu zadebiutowała jako modelka w artykule poświęconym kostiumom kąpielowym w New York Post. W maju Baldwin pojawiła się w magazynie „Trend’s It Trend, It Girl”. Baldwin pojawiła się w Vanity Fair w czerwcu, sfotografowana przez Patricka Demarcheliera. Jej pierwszy występ na okładce magazynu był w drugim numerze „Modern Luxury Beach” w lipcu. Pojawiła się w białym bikini. Elle opublikowało wywiad z Baldwin w wydaniu z września 2013 roku. Została sfotografowana przez Thomasa Whiteside i wystylizowana przez Joe Zee. Pojawiła się w artykule wstępnym dla magazynu „DuJour” na zdjęciu autorstwa Bruce’a Webera. Baldwin zadebiutowała jako aktorka w filmie Legendy Ringu, grając młodszą wersję postaci Kim Basinger, Sally.
W 2014 roku Baldwin rozpoczęła studia w New York Film Academy na wydziale operatorskim i aktorstwie. Uczestniczyła w 86. ceremonii wręczenia Oscarów wraz z Nancy O’Dell i Joe Zee jako korespondentka medialna Entertainment Tonight.
W kwietniu 2015 Baldwin zrezygnowała z pracy w IMG Models po okresie odwyku. Podpisała kontrakt z DT Model Management w czerwcu 2015 roku.
W 2017 roku Baldwin pojawiła się w kampaniach True Religion Jeans i Guess. W maju pojawiła się na okładkach „Elle” Bulgaria, „L’Officiel” Ukraine i „Marie Claire” Mexico.
W 2018 roku pozowała nago w kampanii reklamowej PETA pod hasłem „Wolałabym iść nago, niż nosić futro”, 24 lata po tym, jak zrobiła to jej matka.
W 2019 roku Baldwin została zatrudniona jako DJ u boku Caroline D’Amore. Powiedziała: Zdecydowanie nie jestem pełnoetatową DJ-ką. We wrześniu Baldwin została zatrudniona jako DJ na corocznej imprezie charytatywnej Pool Party organizowanej przez Smile Train. Spontanicznie pojawiła się także w Comedy Central Roast swojego ojca Aleca.

## Prywatne życie
W 2014 roku Baldwin była w związku z raperką Angel Haze. W 2015 roku Haze poświęciła jej utwór Candlxs. Kilka miesięcy później Baldwin zakończyła związek, po czym zgłosiła się do Soba Recovery Center w Malibu, cytując „traumę emocjonalną”.
W 2018 roku zaczęła spotykać się z muzykiem Coreyem Harperem.
W 2019 roku Baldwin napisała na Instagramie o Human Act Protection Life i wyznała, że była ofiarą napaści na tle seksualnym. Powiedziała, że jest przetrwanką i że pewnego dnia [ona] ujawni prawdziwą historię. Ujawniła również, że wspierała się medykamentami, co spowodowało, jak określiła, sabotowanie jej kariery. W 2022 rozszerzyła tę historię na TikToku, mówiąc, że została zgwałcona jako nastolatka, gdy była nieprzytomna. Napisała również, że dokonała aborcji, tłumacząc decyzję: dokładnie wiem, jak to jest urodzić się dwójce ludzi, którzy się nienawidzili. Sprzeciwiała się decyzji Dobbs vs. Jackson Women’s Health Organization.